# Campeonato Mundial de Ciclismo em Pista de 1898
O Campeonato Mundial ICA de Ciclismo em Pista de 1898 foi realizado em Viena, na Áustria-Hungria, entre 8 e 12 de setembro. Foram competidas quatro provas masculinas, das quais duas profissionais e duas amadoras.

## Sumário de medalhas

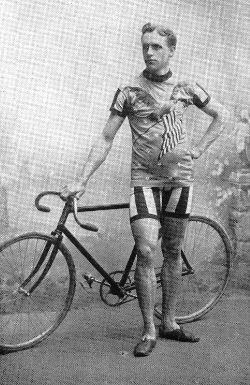
George A. Banker

| Eventos profissionais masculinos |                                   |                                 |                                     |
| Velocidade individual            | George A. Banker · Estados Unidos | Franz Verheyen · Império Alemão | Edmond Jacquelin · França           |
| Motor-paced                      | Richard Palmer · Reino Unido      |                                 |                                     |
| Eventos amadores masculinos      |                                   |                                 |                                     |
| Velocidade individual            | Paul Albert · Império Alemão      | Ludwig Opel · Império Alemão    | Thomas Summersgill · Reino Unido    |
| Motor-paced                      | Albert-John Cherry · Reino Unido  | Gustav Graben · Império Alemão  | Anton Huneck Império Austro-Húngaro |

## Quadro de medalhas
| Ordem | País                   | Medalha de ouro | Medalha de prata | Medalha de bronze | Total |
| ----- | ---------------------- | --------------- | ---------------- | ----------------- | ----- |
| 1     | Reino Unido            | 2               | 0                | 1                 | 3     |
| 2     | Império Alemão         | 1               | 3                | 0                 | 4     |
| 3     | Estados Unidos         | 1               | 0                | 0                 | 1     |
| 4     | Império Austro-Húngaro | 0               | 0                | 1                 | 1     |
| -     | França                 | 0               | 0                | 1                 | 1     |
| Total | Total                  | 4               | 3                | 3                 | 10    |